# Muzeum Sztuk Pięknych i Archeologii w Besançon
Muzeum Sztuk Pięknych i Archeologii w Besançon (fr. Musée des Beaux-Arts et d'Archéologie de Besançon) – muzeum sztuki i archeologii w Besançon. Powstało w 1694, jest jednym z najstarszych publicznych muzeów we Francji.